# Maren Ade

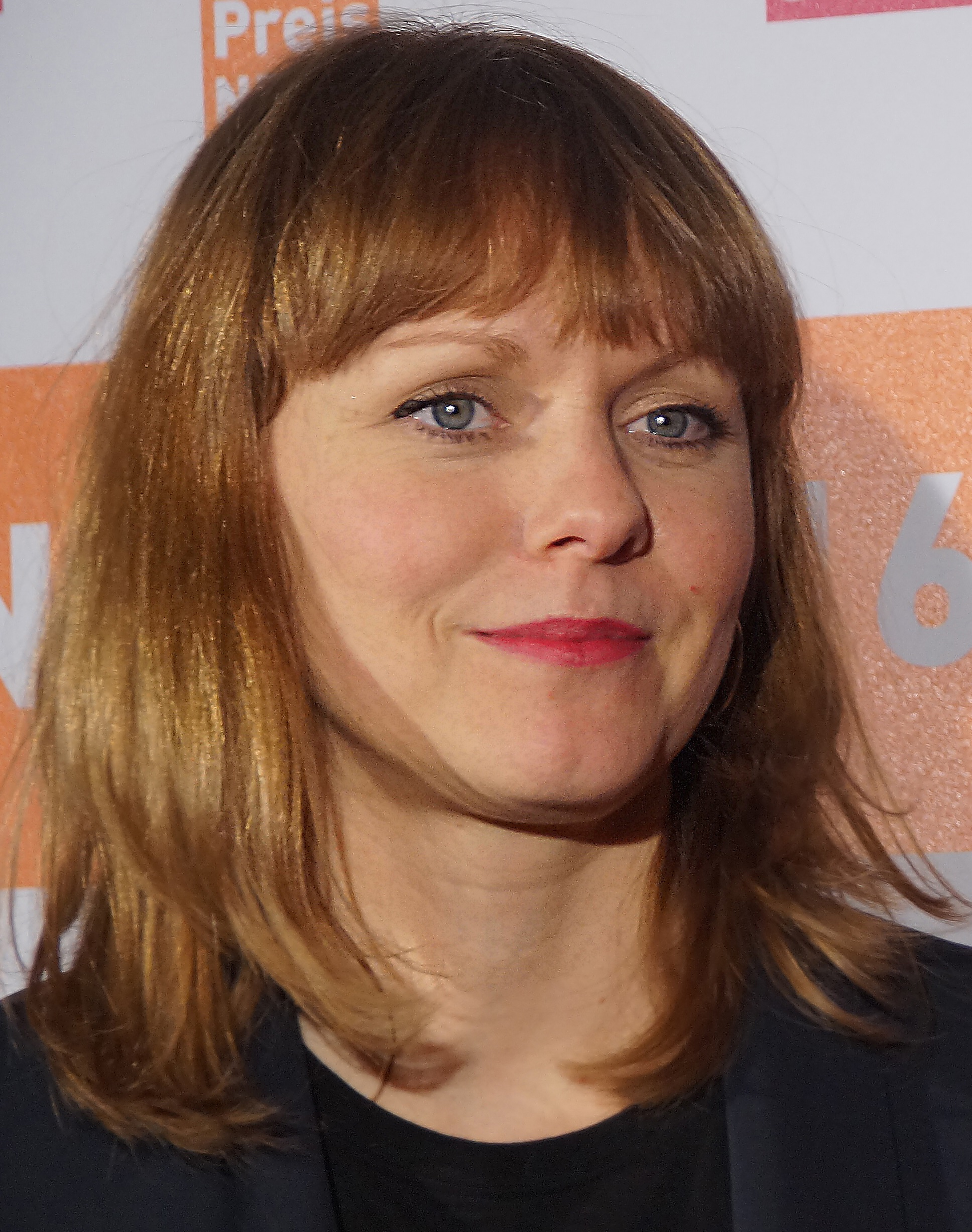
Maren Ade, 2016.

Maren Ade, född 12 december 1976 i Karlsruhe, är en tysk filmregissör, manusförfattare och producent.
Maren Ade utbildade sig vid Hochschule für Fernsehen und Film i München. Hennes examensfilm, Der Wald vor lauter Bäumen, vann flera festivalpriser och blev nominerad till Tyska filmpriset för bästa film. År 2007 grundade hon produktionsbolaget Komplizen Film tillsammans med Janine Jackowski. Hennes andra långfilm som regissör var Du och jag från 2009. Åren därpå producerade hon filmer av bland andra Ulrich Köhler, Benjamin Heisenberg och Miguel Gomes. Hennes tredje egna långfilm var komedin Min pappa Toni Erdmann som visades i huvudtävlan vid filmfestivalen i Cannes 2016.

## Filmregi
- 2000 – Ebene 9 (kortfilm)
- 2001 – Vegas (kortfilm)
- 2003 – Der Wald vor lauter Bäumen
- 2009 – Du och jag (Alle anderen)
- 2016 – Min pappa Toni Erdmann (Toni Erdmann)